# Liste der Mitglieder des Preußischen Staatsrates (1921–1933)
Diese Liste enthält die ordentlichen und der stellvertretenden Mitglieder des preußischen Staatsrates in der Weimarer Republik.
Die Abgeordneten wurden von den Provinziallandtagen der jeweiligen Provinzen (bzw. der Stadtverordnetenversammlung von Berlin und dem Kommunallandtag der Hohenzollernsche Lande) gewählt. Es gab keine feste Legislaturperiode, bei ausscheidenden Mitgliedern rückte der Stellvertreter nach, bei Mehrheitsveränderungen in den jeweiligen Provinziallandtagen (typischerweise nach den Neuwahlen zu diesen) erfolgte Neuwahlen der betroffenen Staatsräte.

## Berlin
| Nr. | Abgeordneter             | Partei     | Amtszeit                           | Vertreter                                          | Partei     | Amtszeit                                                                                               |
| --- | ------------------------ | ---------- | ---------------------------------- | -------------------------------------------------- | ---------- | --- |
| 1   | Rudolf Hilferding        | USPD       | Mai 1921 bis 15. Dezember 1921     | Wilhelm Schüning                                   | USPD       | Mai 1921 bis 15. Dezember 1921                                                                         |
| 1   | Franz Czeminski          | SPD        | 15. Dezember 1921 bis Januar 1930  | Siegfried Loewy                                    | SPD        | 15. Dezember 1921 bis Januar 1930                                                                      |
| 1   | Karl Steininger          | AG         | Januar 1930 bis April 1933         | Hans Pfundtner Rudolph Bender (Spandau)            | AG         | Januar 1930 bis 3. März 1933 3. März 1933 bis April 1933                                               |
| 1   | Herbert Treff            | NSDAP      | April bis 10. Juli 1933            | Waldemar Wenzel                                    | NSDAP      | April bis 10. Juli 1933                                                                                |
| 2   | Max Matthias             | AG         | Mai 1921 bis 15. Dezember 1921     | Julius Fabian                                      | AG         | Mai 1921 bis 15. Dezember 1921                                                                         |
| 2   | Julius Fabian            | AG         | 15. Dezember 1921 bis Januar 1930  | Rudolph Bender (Spandau)                           | AG         | 15. Dezember 1921 bis Januar 1930                                                                      |
| 2   | Erich Granaß             | AG         | Januar 1930 bis April 1933         | Gottfried von Dalwigk zu Lichtenfels               | AG         | Dezember 1926 bis April 1933                                                                           |
| 2   | Oswald Schulz (Berlin)   | NSDAP      | April bis 10. Juli 1933            | Fritz Behagsel                                     | NSDAP      | April bis 10. Juli 1933                                                                                |
| 3   | Siegfried Weinberg       | SPD        | Mai 1921 bis Januar 1930           | Klara Weyl                                         | USPD/SPD   | Mai 1921 bis Januar 1930                                                                               |
| 3   | Wilhelm Caspari (Berlin) | AG         | Januar 1930 bis April 1933         | Fritz Beuster                                      | AG         | Januar 1930 bis April 1933                                                                             |
| 3   | Reubert                  | NSDAP      | April bis 10. Juli 1933            | Walter Schumacher                                  | NSDAP      | April bis 10. Juli 1933                                                                                |
| 4   | Wilhelm Reiman           | USPD/SPD   | Mai 1921 bis Januar 1930           | Fritz Koch Franz Goss                              | USPD SPD   | Mai 1921 bis Februar 1926 Februar 1926 bis Januar 1930                                                 |
| 4   | Richard Schubert         | DDP        | Januar 1930 bis April 1933         | Friedrich Lange                                    | Zentrum    | Januar 1930 bis April 1933                                                                             |
| 4   | Robert Matschuk          | NSDAP      | April bis 10. Juli 1933            | Kurt Krischer                                      | NSDAP      | April bis 10. Juli 1933                                                                                |
| 5   | Emil Hallensleben        | AG         | Februar 1926 bis 30. Dezember 1926 | Rudolf Sauße Max Matthias Alfred Saltzgeber        | AG AG AG   | Februar 1926 bis 15. Dezember 1921 15. Dezember 1921 bis Februar 1926 Februar 1926 bis 25. Januar 1927 |
| 5   | Alfred Saltzgeber        | AG         | 25. Januar 1927 bis Januar 1930    | Fritz Beuster                                      | AG         | 25. Januar 1927 bis Januar 1930                                                                        |
| 5   | Erich Flatau             | SPD        | Januar 1930 bis April 1933         | Siegfried Weinberg Klara Weyl                      | SPD        | Januar 1930 bis 14. Februar 1932 † 2. März 1932 bis April 1933                                         |
| 5   | Carl Dorsch              | NSDAP      | April bis 10. Juli 1933            | Alfred Spangenberg                                 | NSDAP      | April bis 10. Juli 1933                                                                                |
| 6   | Adolf Ritter             | SPD        | Mai 1921 bis 8. März 1922          | Franz Czeminski Bruno Borchard                     | SPD SPD    | Mai 1921 bis 15. Dezember 1921 15. Dezember 1921 bis 21. März 1922                                     |
| 6   | Bruno Borchard           | SPD        | 21. März 1922 bis Februar 1926     | Johannes Haß                                       | SPD        | 21. März 1922 bis Februar 1926                                                                         |
| 6   | Ernst Meyer              | KPD        | Februar 1926 bis 19. Juni 1928     | Wilhelm Bartz                                      | KPD        | Februar 1926 bis 19. Juni 1928                                                                         |
| 6   | Wilhelm Bartz            | KPD        | 19. Juni 1928 bis 18. März 1929 †  | Franz Dahlem                                       | KPD        | 19. Juni 1928 bis 22. März 1929                                                                        |
| 6   | Franz Dahlem             | KPD        | 22. März 1929 bis Januar 1930      | Franz Goss                                         | parteilos  | 22. März 1929 bis Januar 1930                                                                          |
| 6   | Johannes Haß             | SPD        | Januar 1930 bis April 1933         | Willi Ahrens                                       | SPD        | Januar 1930 bis April 1933                                                                             |
| 6   | Karl Steiniger           | Kampffront | April bis 10. Juli 1933            | Erich Granaß                                       | Kampffront | April bis 10. Juli 1933                                                                                |
| 7   | Gustav Böß               | DDP        | Mai 1921 bis Januar 1930           | Otto Merten Heinrich Dove                          | DDP DDP    | Mai 1921 bis 7. Dezember 1924 Februar 1926 bis Januar 1930                                             |
| 7   | Wilhelm Pieck            | KPD        | Januar 1930 bis Mai 1932           | Ernst Torgler                                      | KPD        | Januar 1930 bis 31. Mai 1932                                                                           |
| 7   | Ernst Torgler            | KPD        | 31. Mai 1932 bis April 1933        | Albert Wiebach                                     | KPD        | 31. Mai 1932 bis April 1933                                                                            |
| 7   | Erich Flatau             | SPD        | April bis 10. Juli 1933            | Paul Robinson                                      | SPD        | April bis 10. Juli 1933                                                                                |
| 8   | Karl Steiniger           | AG         | Mai 1921 bis Januar 1930           | Oskar Roeder Richard van den Borght Hans Pfundtner | AG AG AG   | Mai 1921 bis 15. Dezember 1921 15. Dezember 1921 bis Februar 1926 Februar 1926 bis Januar 1930         |
| 8   | Wilhelm Koenen           | KPD        | Januar 1930 bis Mai 1932           | Helene Overlach                                    | KPD        | Januar 1930 bis 31. Mai 1932                                                                           |
| 8   | Helene Overlach          | KPD        | 31. Mai 1932 bis April 1933        | Emil Pietzuch                                      | KPD        | 21. Juni 1932 bis April 1933                                                                           |
| 8   | Johannes Haß             | SPD        | April bis 28. Juni 1933            | Emil Wutzky                                        | SPD        | April bis 10. Juli 1933                                                                                |

## Provinz Brandenburg
| Nr. | Abgeordneter          | Partei     | Amtszeit                        | Vertreter                  | Partei     | Amtszeit                                                          |
| --- | --------------------- | ---------- | ------------------------------- | -------------------------- | ---------- | ----------------------------------------------------------------- |
| 1   | Louis Hänchen         | SPD        | Mai 1921 bis April 1933         | Carl Freter Paul Dörr      | SPD SPD    | Mai 1921 bis 19. Juni 1928 19. Juni 1928 bis April 1933           |
| 1   | Kunibert Sage         | NSDAP      | April bis 10. Juli 1933         | Hans Zernikow              | NSDAP      | April bis 10. Juli 1933                                           |
| 2   | Alexander Sailer      | SPD        | Mai 1921 bis 21. März 1924 †    | Karl Priefert              | SPD        | Mai 1921 bis 27. März 1924                                        |
| 2   | Karl Priefert         | SPD        | 27. März 1924 bis April 1933    | Paul Dörr Bruno La Grange  | SPD SPD    | 27. März 1924 bis Februar 1926 Februar 1926 bis 14. Juni 1932 †   |
| 2   | Wedego Graf von Wedel | NSDAP      | April bis 10. Juli 1933         | Paul Heinrich              | NSDAP      | April bis 10. Juli 1933                                           |
| 3   | Bruno La Grange       | SPD        | Mai 1921 bis Februar 1926       | Johannes Kerstan           | SPD        | Mai 1921 bis Februar 1926                                         |
| 3   | Klaus von Bredow      | AG         | Februar 1926 bis Januar 1930    | Hugo Kinne                 | AG         | Februar 1926 bis Januar 1930                                      |
| 3   | Jean Nicolas          | AG         | Januar 1930 bis April 1933      | Martin Jaene Arno Rauscher | NSDAP AG   | Januar 1930 bis 30. August 1930 30. September 1930 bis April 1933 |
| 3   | Bernhard Weidlich     | NSDAP      | April bis 10. Juli 1933         | Richard Hoppe              | NSDAP      | April bis 10. Juli 1933                                           |
| 4   | Heinrich von Oppen    | AG         | Mai 1921 bis 2. November 1925 † | Berthold Krüger            | AG         | Mai 1921 bis November 1925                                        |
| 4   | Berthold Krüger       | AG         | November 1925 bis Februar 1926  | Klaus von Bredow           | AG         | November 1925 bis Februar 1926                                    |
| 4   | Hermann Staffehl      | AG         | Februar 1926 bis Januar 1930    | Joachim Trowizsch          | AG         | Februar 1926 bis 12. Juni 1929                                    |
| 4   | Paul Höhne            | WP         | Januar 1930 bis April 1933      | Hermann Staffehl           | AG         | Januar 1930 bis April 1933                                        |
| 4   | Hans von Rohrscheidt  | Kampffront | April bis 10. Juli 1933         | Friedrich von Arnim        | Kampffront | April bis 10. Juli 1933                                           |
| 5   | Kurt Vosberg          | AG         | Mai 1921 bis Februar 1926       | Berthold Krüger            | AG         | Mai 1921 bis Februar 1926                                         |
| 5   | Johann Sturm          | AG         | Februar 1926 Januar 1930        | Herbert Schultz            | AG         | Februar 1926 Januar 1930                                          |
| 5   | Gustav Kehrl          | AG         | Januar 1930 bis 8. Oktober 1930 | Edmund Bohne               | AG         | Januar 1930 bis 8. Oktober 1930                                   |
| 5   | Edmund Bohne          | AG         | 8. Oktober 1930 bis April 1933  | Wilhelm Kühn               | AG         | 8. Oktober 1930 bis April 1933                                    |
| 5   | Friedrich Ebert       | SPD        | April bis 28. Juni 1933         | Willy Jentsch              | SPD        | April bis 10. Juli 1933                                           |

## Provinz Hannover
| Nr. | Abgeordneter                 | Partei    | Amtszeit                             | Vertreter                                 | Partei      | Amtszeit                                                                          |
| --- | ---------------------------- | --------- | ------------------------------------ | ----------------------------------------- | ----------- | --------------------------------------------------------------------------------- |
| 1   | Eduard von Lütcken           | DHP       | Mai 1921 bis Februar 1926            | Carl Ludwig Kleine                        | AG          | Mai 1921 bis Februar 1926                                                         |
| 1   | Carl Ludwig Kleine           | AG        | Februar 1926 bis Januar 1930         | Wilhelm Dieckmann                         | AG          | Februar 1926 bis Januar 1930                                                      |
| 1   | Heinrich Hartmann            | AG        | Januar 1930 bis 31. Mai 1931 †       | Heinrich Heitmüller                       | AG          | Januar 1930 bis 21. Juli 1931                                                     |
| 1   | Heinrich Heitmüller          | AG        | 21. Juli 1931 bis 7. November 1932 † | Johann Rabe                               | AG          | 21. Juli 1931 bis 24. November 1832                                               |
| 1   | Johann Rabe                  | AG        | 24. November 1832 bis April 1933     | Georg Voigt                               | AG          | 24. November 1832 bis April 1933                                                  |
| 1   | Otto Telschow                | NSDAP     | April bis 10. Juli 1933              | Georg Gloystein                           | NSDAP       | April bis 10. Juli 1933                                                           |
| 2   | Heinrich Tramm               | AG        | Mai 1921 bis Februar 1926            | Johann Rabe                               | AG          | Mai 1921 bis Februar 1926                                                         |
| 2   | Eberhard Hagemann            | AG        | Februar 1926 bis Januar 1930         | Arthur Menge                              | DHP         | Februar 1926 bis Januar 1930                                                      |
| 2   | Jan Fegter                   | DStP      | Januar 1930 bis 1. März 1931 †       | Hermann Willmann                          | parteilos   | Januar 1930 bis 27. März 1931                                                     |
| 2   | Hermann Willmann             | parteilos | 27. März 1931 bis April 1933         | Hermann Müller                            | DStP        | 27. März 1931 bis April 1933                                                      |
| 2   | Gustav Hokamp                | NSDAP     | April bis 10. Juli 1933              | Friedrich Lambert                         | NSDAP       | April bis 10. Juli 1933                                                           |
| 3   | Franz Reinhard               | Zentrum   | Mai 1921 bis Februar 1926            | Wilhelm Arning                            | AG          | Mai 1921 bis Februar 1926                                                         |
| 3   | Ernst Ehrlicher              | AG        | Februar 1926 bis April 1933          | Carl Uebelen Wilhelm Dyckerhoff           | AG AG       | Februar 1926 bis 10. April 1929 Januar 1930 bis April 1933                        |
| 3   | Siegfried Wagner (Osnabrück) | NSDAP     | April bis 10. Juli 1933              | Joseph Ständer                            | NSDAP       | April bis 10. Juli 1933                                                           |
| 4   | Ernst Andrée                 | SPD       | Mai 1921 bis April 1933              | Wilhelm Kregel Heinrich Groos Gustav Haas | SPD SPD SPD | Mai 1921 bis Februar 1926 Februar 1926 bis Januar 1930 Januar 1930 bis April 1933 |
| 4   | Ludwig Geßner                | NSDAP     | April bis 10. Juli 1933              | Elmar Meyer-Ibold                         | NSDAP       | April bis 10. Juli 1933                                                           |
| 5   | Andreas Müller               | SPD       | Mai 1921 bis 11. November 1928       | Heinrich Groos Jan Fegter                 | SPD DDP     | Mai 1921 bis Februar 1926 Februar 1926 bis 24. Januar 1928                        |
| 5   | Jan Fegter                   | DDP       | 24. Januar 1928 bis Januar 1930      | Wilhelm Sporleder                         | SPD         | 24. Januar 1928 bis Januar 1930                                                   |
| 5   | Bernhard Breitenstein        | Zentrum   | Januar 1930 bis April 1933           | Joseph Kannengießer                       | Zentrum     | Januar 1930 bis April 1933                                                        |
| 5   | Paul Prellwitz               | NSDAP     | April bis 10. Juli 1933              | Wilhelm Henne                             | NSDAP       | April bis 10. Juli 1933                                                           |
| 6   | Jan Fegter                   | DDP       | Mai 1921 bis Februar 1926            | Wilhelm Sporleder                         | SPD         | Mai 1921 bis Februar 1926                                                         |
| 6   | Franz Reinhard               | Zentrum   | Februar 1926 bis 21. November 1927 † | Wilhelm Kregel                            | SPD         | Februar 1926 bis 23. November 1927                                                |
| 6   | Wilhelm Kregel               | SPD       | 23. November 1927 bis Januar 1930    | Freiherr Franz Fritz von Fürstenberg      | Zentrum     | 23. November 1927 bis Januar 1930                                                 |
| 6   | Oswald Kanzler               | SPD       | Januar 1930 bis 10. Juli 1933        | Ottomar Suchomel Paul Neue                | SPD SPD     | Januar 1930 bis April 1933 April 1933 bis 10. Juli 1933                           |

## Provinz Hessen-Nassau
| Nr. | Abgeordneter               | Partei  | Amtszeit                          | Vertreter                             | Partei     | Amtszeit                                                                                  |
| --- | -------------------------- | ------- | --------------------------------- | ------------------------------------- | ---------- | ----------------------------------------------------------------------------------------- |
| 1   | Hermann Rumpf              | AG      | Mai 1921 bis Januar 1930          | Karl Felde Fritz Travers Franz Becker | AG AG      | Mai 1921 bis 2. Oktober 1925 † Oktober 1925 bis Februar 1926 Februar 1926 bis Januar 1930 |
| 1   | Eduard Gräf                | SPD     | Januar 1930 bis April 1933        | Hans Plewe                            | SPD        | Januar 1930 bis April 1933                                                                |
| 1   | Jakob Sprenger             | NSDAP   | April bis 28. Juni 1933           | Helmuth Friedrichs                    | NSDAP      | April bis 10. Juli 1933                                                                   |
| 2   | Reinhard von Gehren        | AG      | Mai 1921 bis Januar 1930          | Wilm von Stein-Liebenstein            | AG         | Mai 1921 bis Januar 1930                                                                  |
| 2   | Heinrich Roth              | Zentrum | Januar 1930 bis Mai 1932          | Wigbert Gustav Sondergeld             | Zentrum    | Januar 1930 bis 31. Mai 1932                                                              |
| 2   | Wigbert Gustav Sondergeld  | Zentrum | bis 31. Mai 1932 bis April 1933   | Hans Joachim Stoevesandt              | NSDAP      | April 1933 bis 10. Juli 1933                                                              |
| 2   | Hans Burckhardt            | NSDAP   | April bis 28. Juni 1933           |                                       |            |                                                                                           |
| 3   | Eduard Gräf                | SPD     | Mai 1921 bis Januar 1930          | Josef Zimmermann Hans Plewe           | SPD SPD    | Mai 1921 bis Februar 1926 Februar 1926 bis Januar 1930                                    |
| 3   | Georg Häring               | SPD     | Januar 1930 bis April 1933        | Georg Thöne                           | SPD        | Januar 1930 bis April 1933                                                                |
| 3   | Karl Linder                | NSDAP   | April bis 28. Juni 1933           | Kurt Wirth                            | NSDAP      | April bis 10. Juli 1933                                                                   |
| 4   | Christian Wittrock         | SPD     | Mai 1921 bis 9. Dezember 1924     | Michael Schnabrich                    | SPD        | Mai 1921 bis 9. Dezember 1924                                                             |
| 4   | Michael Schnabrich         | SPD     | 9. Dezember 1924 bis Februar 1926 | Georg Scheffler                       | SPD        | 9. Dezember 1924 bis Februar 1926                                                         |
| 4   | Georg Häring               | SPD     | Februar 1926 bis Januar 1930      | Josef Zimmermann Georg Thöne          | SPD SPD    | Februar 1926 bis 26. Januar 1929 † 20. Februar 1929 bis Januar 1930                       |
| 4   | Reinhard von Gehren        | AG      | Januar 1930 bis 8. Juni 1930 †    | Wilm von Stein-Liebenstein            | AG         | Januar 1930 bis 23. Juni 1930                                                             |
| 4   | Wilm von Stein-Liebenstein | AG      | 23. Juni 1930 bis April 1933      | Albert Beermann                       | AG         | 23. Juni 1930 bis April 1933                                                              |
| 4   | Rudolf Braun               | NSDAP   | April bis 28. Juni 1933           | Wilm von Stein-Liebenstein            | Kampffront | April bis 10. Juli 1933                                                                   |
| 5   | Wilhelm Linz               | Zentrum | Mai 1921 bis 11. Dezember 1922    | Georg Antoni                          | Zentrum    | Mai 1921 bis 16. Januar 1923                                                              |
| 5   | Georg Antoni               | Zentrum | 16. Januar 1923 bis Januar 1930   | Wilhelm Haenlein                      | Zentrum    | 16. Januar 1923 bis Januar 1930                                                           |
| 5   | Otto Kneipp                | AG      | Januar 1930 bis April 1933        | Jakob Sprenger                        | NSDAP      | Januar 1930 bis April 1933                                                                |
| 5   | Wigbert Gustav Sondergeld  | Zentrum | April bis 10. Juli 1933           | Jakob Husch                           | Zentrum    | April bis 10. Juli 1933                                                                   |

## Hohenzollernsche Lande
| Nr. | Abgeordneter    | Partei  | Amtszeit                                   | Vertreter                             | Partei                  | Amtszeit                                                                                                   |
| --- | --------------- | ------- | ------------------------------------------ | ------------------------------------- | ----------------------- | --- |
| 1   | Hermann Eger    | Zentrum | Mai 1921 bis 11. Dezember 1922             | Emil Belzer                           | Zentrum                 | Mai 1921 bis 11. Dezember 1922                                                                             |
| 1   | Emil Belzer     | Zentrum | 11. Dezember 1922 bis 18. September 1930 † | Paul Schaaff Carl Vogel Clemens Moser | Zentrum Zentrum Zentrum | 11. Dezember 1922 bis 24. Oktober 1924 2. Januar 1925 bis Februar 1926 Februar 1926 bis 30. September 1930 |
| 1   | Clemens Moser   | Zentrum | 30. September 1930 bis April 1933          | Simon Hausch                          | Zentrum                 | 1. Juni 1932 bis April 1933                                                                                |
| 1   | Carl Lutterbeck | NSDAP   | April bis 10. Juli 1933                    | Heinrich Rinklef                      | NSDAP                   | April bis 10. Juli 1933                                                                                    |

## Provinz Niederschlesien
| Nr. | Abgeordneter                        | Partei  | Amtszeit                          | Vertreter                                                   | Partei      | Amtszeit                                                                                 |
| --- | ----------------------------------- | ------- | --------------------------------- | ----------------------------------------------------------- | ----------- | ---------------------------------------------------------------------------------------- |
| 1   | Robert Graf von Keyserlingk         | AG      | Mai 1921 bis April 1933           | Axel von Freytagh-Loringhoven Hans von Guenther Walter Thum | AG AG AG    | Mai 1921 bis Februar 1926 Februar 1926 bis Januar 1930 Januar 1930 bis April 1933        |
| 1   | Hans Huebenett                      | NSDAP   | April bis 10. Juli 1933           | Karl Peschke                                                | NSDAP       | April bis 10. Juli 1933                                                                  |
| 2   | Paul Eckert                         | AG      | Mai 1921 bis April 1933           | Willy Hentschel Hans Charbonnier Otto Reier                 | AG AG AG    | Mai 1921 bis Februar 1926 Februar 1926 bis Januar 1930 Januar 1930 bis April 1933        |
| 2   | Freiherr Karl-Alexander von Gregory | NSDAP   | April bis 10. Juli 1933           | Helmut Rebitzki                                             | NSDAP       | April bis 10. Juli 1933                                                                  |
| 3   | Paul Löbe                           | SPD     | Mai 1921 bis 18. April 1922       | Paul Seibold                                                | SPD         | Mai 1921 bis 25. April 1922                                                              |
| 3   | Paul Seibold                        | SPD     | 25. April 1922 bis April 1933     | Oskar Schütz Karl Franz Paul Lehmann                        | SPD SPD SPD | 25. April 1922 bis Februar 1926 Februar 1926 bis Januar 1930 Januar 1930 bis April 1933  |
| 3   | Karl Williger                       | NSDAP   | April bis 10. Juli 1933           | Konrad Ritsch                                               | NSDAP       | April bis 10. Juli 1933                                                                  |
| 4   | Carl Dietrich                       | SPD     | Mai 1921 bis Februar 1926         | Carl Wußmann                                                | SPD         | Mai 1921 bis Februar 1926                                                                |
| 4   | Ulrich Burmann                      | SPD     | Februar 1926 bis 24. Mai 1929     | Hugo Cohn                                                   | SPD         | Februar 1926 bis 18. Juni 1929                                                           |
| 4   | Hugo Cohn                           | SPD     | 18. Juni 1929 bis April 1933      | Carl Wußmann                                                | SPD         | Januar 1930 bis April 1933                                                               |
| 4   | Paul Seibold                        | SPD     | April 1933 bis 28. Juni 1933      | Daniel Zappay                                               | SPD         | April 1933 bis 10. Juli 1933                                                             |
| 5   | Prof. Richard Friedrich Fuchs       | SPD     | Mai 1921 bis Februar 1926         | Heinrich Rösler                                             | SPD         | Mai 1921 bis Februar 1926                                                                |
| 5   | Oswald Wiersich                     | SPD     | Februar 1926 bis April 1933       | Else Neißer Georg Snay Heinrich Roeßler                     | SPD DDP SPD | 21. Januar 1925 bis Januar 1930 Januar 1930 bis 22. Mai 1930 22. Mai 1930 bis April 1933 |
| 5   | Graf Wolfgang Yorck von Wartenburg  | NSDAP   | April bis 10. Juli 1933           | Paul Geburtig                                               | NSDAP       | April bis 10. Juli 1933                                                                  |
| 6   | Georg Maiß                          | Zentrum | Mai 1921 bis 21. September 1929 † | Emanuel von Schalscha                                       | Zentrum     | Mai 1921 bis 21. Oktober 1929                                                            |
| 6   | Emanuel von Schalscha               | Zentrum | 21. Oktober 1929 bis Januar 1930  | k.N.                                                        |             |                                                                                          |
| 6   | Franz Xaver Seppelt                 | Zentrum | Januar 1930 bis 10. Juli 1933     | Hermann Prinz von Hatzfeld-Trechenberg                      | Zentrum     | Januar 1930 bis 10. Juli 1933                                                            |

## Provinz Oberschlesien
| Nr. | Abgeordneter              | Partei  | Amtszeit                                   | Vertreter           | Partei     | Amtszeit                                 |
| --- | ------------------------- | ------- | ------------------------------------------ | ------------------- | ---------- | ---------------------------------------- |
| 1   | Josef Bitta               | Zentrum | 5. April bis 20. Dezember 1922             | Heinrich Meyer      | Zentrum    | 5. April bis 20. Dezember 1922           |
| 1   | Alfred Stephan            | Zentrum | 20. Dezember 1922 bis 20. September 1924 † | Stephan Schnaeske   | Zentrum    | 20. Dezember 1922 bis 30. September 1924 |
| 1   | Stephan Schnaeske         | Zentrum | 30. September 1924 bis Februar 1926        | Paul Chloewa        | Zentrum    | 30. September 1924 bis Februar 1926      |
| 1   | Georg Janocha             | Zentrum | Februar 1926 bis Januar 1930               | Stephan Schnaeske   | Zentrum    | Februar 1926 bis Januar 1930             |
| 1   | Adolf Kaschny             | Zentrum | Januar 1930 bis April 1933                 | Anton Belda         | Zentrum    | Januar 1930 bis April 1933               |
| 1   | Walther Schmiedling       | NSDAP   | April bis 10. Juli 1933                    | Julius Doms         | Kampffront | April bis 10. Juli 1933                  |
| 2   | Alfred Stephan            | Zentrum | 5. April bis 20. Dezember 1922             | Alois Zipper        | Zentrum    | 5. April bis 20. Dezember 1922           |
| 2   | Ferdinand von Prondzynski | Zentrum | 20. Dezember 1922 bis September 1925       | Stephan Schnaeske   | Zentrum    | 20. Dezember 1922 bis September 1925     |
| 2   | Carl Mücke                | Zentrum | September 1925 bis Februar 1926            | Georg Janocha       | Zentrum    | September 1925 bis Februar 1926          |
| 2   | Adolf Kaschny             |         | Februar 1926 bis Januar 1930               | Max Bloch           | DDP        | Februar 1926 bis Januar 1930             |
| 2   | Georg Janocha             | Zentrum | Januar 1930 bis April 1933                 | Paul Hauke          | SPD        | Januar 1930 bis April 1933               |
| 2   | Max Burda                 | NSDAP   | April bis 10. Juli 1933                    | Joseph Meyer        | NSDAP      | April bis 10. Juli 1933                  |
| 3   | Ferdinand von Prondzynski | Zentrum | 5. April bis 20. Dezember 1922             | Alois Zipper        | Zentrum    | 5. April bis 20. Dezember 1922           |
| 3   | Gottfried Schwendy        | AG      | 20. Dezember 1922 bis 21. Januar 1925      | Karl Euling         | AG         | 20. Dezember 1922 bis 21. Januar 1925    |
| 3   | Karl Euling               | AG      | 21. Januar 1925 bis Februar 1926           | Rudolf von Watzdorf | AG         | 21. Januar 1925 bis Februar 1926         |
| 3   | Waldemar Ossowski         | SPD     | Februar 1926 bis Januar 1930               | Paul Hauke          | SPD        | Februar 1926 bis Januar 1930             |
| 3   | Rudolf von Watzdorf       | AG      | Januar 1930 bis April 1933                 | Rudolf Brennecke    | AG         | Januar 1930 bis April 1933               |
| 3   | Adolf Kaschny             | Zentrum | April bis 10. Juli 1933                    | Hans Lukaschek      | Zentrum    | April bis 10. Juli 1933                  |
| 4   | Waldemar Ossowski         | SPD     | 5. April bis 20. Dezember 1922             | Josef Brisch        | SPD        | 5. April bis 20. Dezember 1922           |
| 5   | Ernst Trappe              | SPD     | 5. April bis 20. Dezember 1922             | Karl Okonsky        | SPD        | 5. April bis 20. Dezember 1922           |

## Provinz Ostpreußen
| Nr. | Abgeordneter               | Partei  | Amtszeit                         | Vertreter                                        | Partei   | Amtszeit                                                                          |
| --- | -------------------------- | ------- | -------------------------------- | ------------------------------------------------ | -------- | --------------------------------------------------------------------------------- |
| 1   | Freiherr Wilhelm von Gayl  | AG      | Mai 1921 bis April 1933          | Gerhard von Negenborn Paul Firley Erich Berneick | AG AG WP | Mai 1921 bis Februar 1926 Februar 1926 bis Januar 1930 Januar 1930 bis April 1933 |
| 1   | Hans Schreiber             | NSDAP   | April bis 10. Juli 1933          | Adolf Kuhlemann                                  | NSDAP    | April bis 10. Juli 1933                                                           |
| 2   | Felix Heumann              | AG      | Mai 1921 bis Januar 1930         | Ernst Hoffmann Max von Ruperti                   | AG AG    | Mai 1921 bis Februar 1926 Februar 1926 bis Januar 1930                            |
| 2   | Erich Fueß                 | AG      | Januar 1930 bis April 1933       | Horst von Restorff                               | AG       | Januar 1930 bis April 1933                                                        |
| 2   | Hans-Bernhard von Grünberg | NSDAP   | April bis 10. Juli 1933          | Graf Bogislav von Dönhoff                        | NSDAP    | April bis 10. Juli 1933                                                           |
| 3   | Paul Küßner                | Zentrum | Mai 1921 bis Februar 1926        | Hubert Hönnekes                                  | Zentrum  | Mai 1921 bis Februar 1926                                                         |
| 3   | Horst von Restorff         | AG      | Februar 1926 bis Januar 1930     | Gerhard von Negenborn                            | AG       | Februar 1926 bis Januar 1930                                                      |
| 3   | Felix Heumann              | AG      | Januar 1930 bis 9. Juni 1932 †   | Paul Stettiner                                   | AG       | Januar 1930 bis 23. Juni 1932                                                     |
| 3   | Paul Stettiner             | AG      | 23. Juni 1932 bis April 1933     | Max von Ruperti                                  | AG       | 23. Juni 1932 bis April 1933                                                      |
| 3   | Hans Krause                | NSDAP   | April bis 10. Juli 1933          | Ernst Speidel                                    | NSDAP    | April bis 10. Juli 1933                                                           |
| 4   | Gustav Neumann             | SPD     | Mai 1921 bis Februar 1926        | Willy Scholz                                     | SPD      | Mai 1921 bis Februar 1926                                                         |
| 4   | Albert Borowski            | SPD     | Februar 1926 bis Januar 1930     | Curt Immisch                                     | DDP      | Februar 1926 bis Januar 1930                                                      |
| 4   | Friedrich Larßen           | SPD     | Januar 1930 bis 20. März 1932    | August Quallo                                    | SPD      | Januar 1930 bis 20. Mai 1932                                                      |
| 4   | August Quallo              | SPD     | 20. Mai 1932 bis April 1933      | Max Wardin                                       | SPD      | 20. Mai 1932 bis April 1933                                                       |
| 4   | Erich Fuchs                | NSDAP   | April bis 10. Juli 1933          | Waldemar Braun                                   | NSDAP    | April bis 10. Juli 1933                                                           |
| 5   | Friedrich Seemann          | SPD     | Februar 1926 bis 23. Januar 1928 | Gustav Sauf                                      | KPD      | Februar 1926 bis 26. Januar 1928                                                  |
| 5   | Gustav Sauf                | KPD     | 26. Januar 1928 bis Januar 1930  | k.N.                                             |          |                                                                                   |
| 5   | Albert Borowski            | SPD     | Januar 1930 bis April 1933       | Curt Immisch Franz Donalies                      | DStP SPD | Januar 1930 bis 31. März 1931 † 27. April 1931 bis April 1933                     |
| 5   | Erich Zerahn               | NSDAP   | April bis 10. Juli 1933          | Anton Lingk                                      | Zentrum  | April bis 10. Juli 1933                                                           |

## Provinz Pommern
| Nr. | Mitglied                           | Partei     | Amtszeit                        | Stellvertreter                                        | Partei      | Amtszeit                                                                                   |
| --- | ---------------------------------- | ---------- | ------------------------------- | ----------------------------------------------------- | ----------- | ------------------------------------------------------------------------------------------ |
| 1   | Hans Jaspar von Maltzahn           | AG         | Mai 1921 bis Februar 1926       | Paul Firzlaff                                         | AG          | Mai 1921 bis Februar 1926                                                                  |
| 1   | Paul Langemak                      | AG         | Februar 1926 bis April 1933     | Friedrich Pels Leusden Kurt von Griesheim Carl Tewaag | AG AG       | Februar 1926 bis 2. Januar 1928 24. Januar 1928 bis Januar 1930 Januar 1930 bis April 1933 |
| 1   | Ernst Jarmer                       | NSDAP      | April bis 10. Juli 1933         | Franz Claassen                                        | NSDAP       | April bis 10. Juli 1933                                                                    |
| 2   | Carl von Behr                      | AG         | Mai 1921 bis 31. März 1923      | Paul Langemak                                         | AG          | Mai 1921 bis 21. Juni 1923                                                                 |
| 2   | Paul Langemak                      | AG         | 21. Juni 1923 bis Februar 1926  | Friedrich Pels Leusden                                | AG          | 21. Juni 1923 bis Februar 1926                                                             |
| 2   | Johannes Gollnow                   | AG         | Februar 1926 bis Januar 1930    | Paul Borchert                                         | WP          | Februar 1926 bis 19. Juni 1928                                                             |
| 2   | Friedrich Karl von Zitzewitz       | AG         | Januar 1930 bis 15. Januar 1931 | Emil Albinus                                          | AG          | 19. Juni 1928 bis Januar 1930                                                              |
| 2   | Paul Firzlaff                      | AG         | Januar 1931 bis April 1933      | Walter von Corswant Ernst Jarmer                      | NSDAP NSDAP | Januar 1930 bis 19. Januar 1931 3. Februar 1931 bis April 1933                             |
| 2   | Gottfried von Bismarck-Schönhausen | NSDAP      | April bis 10. Juli 1933         | Axel Wulff                                            | NSDAP       | April bis 10. Juli 1933                                                                    |
| 3   | Johannes Gollnow                   | AG         | Mai 1921 bis Februar 1926       | Friedrich Lenzner                                     | AG          | Mai 1921 bis Februar 1926                                                                  |
| 3   | Claus von Köller-Hoff              | AG         | Februar 1926 bis Januar 1930    | Paul Firzlaff                                         | AG          | Februar 1926 bis Januar 1930                                                               |
| 3   | Wilhelm Pargmann                   | SPD        | Januar 1930 bis April 1933      | Otto Friedrich Passehl                                | SPD         | Januar 1930 bis April 1933                                                                 |
| 3   | Rudolf Schultz                     | NSDAP      | April bis 10. Juli 1933         | Alfred Brandt                                         | NSDAP       | April bis 10. Juli 1933                                                                    |
| 4   | Gustav Schumann                    | SPD        | Mai 1921 bis Februar 1926       | Albert Bülow                                          | SPD         | Mai 1921 bis Februar 1926                                                                  |
| 4   | Richard Falkenberg                 | SPD        | Februar 1926 bis Januar 1930    | Hermann Wilke                                         | SPD         | Februar 1926 bis Januar 1930                                                               |
| 4   | Johannes Gollnow                   | AG         | Januar 1930 bis April 1933      | Richard Falkenberg                                    | SPD         | Januar 1930 bis April 1933                                                                 |
| 4   | Paul Langemak                      | Kampffront | April bis 10. Juli 1933         | Ivo von Bothmer                                       | Kampffront  | April bis 10. Juli 1933                                                                    |

## Provinz Grenzmark Posen-Westpreußen
| Nr. | Mitglied                | Partei  | Amtszeit                          | Stellvertreter                                 | Partei  | Amtszeit                                               |
| --- | ----------------------- | ------- | --------------------------------- | ---------------------------------------------- | ------- | ------------------------------------------------------ |
| 1   | Hans von Meibom         | AG      | Mai 1921 bis Januar 1930          | Willy Kraeuter Werner Graf von der Schulenburg | AG AG   | Mai 1921 bis Februar 1926 Februar 1926 bis Januar 1930 |
| 1   | Johann Caspari          | SPD     | Januar 1930 bis April 1933        | Kurt Jüllig                                    | SPD     | Januar 1930 bis April 1933                             |
| 1   | Heinrich Haack          | NSDAP   | April bis 10. Juli 1933           | Karl Bernhardt                                 | NSDAP   | April bis 10. Juli 1933                                |
| 2   | Wilhelm Freiherr Knigge | AG      | Mai 1921 bis Januar 1930          | Otto Janke Willy Kraeuter                      | AG AG   | Mai 1921 bis Februar 1926 Februar 1926 bis Januar 1930 |
| 2   | Georg Remer             | Zentrum | Januar 1930 bis April 1933        | Paul Manseck                                   | Zentrum | Januar 1930 bis April 1933                             |
| 2   | August Räuber           | NSDAP   | April bis 10. Juli 1933           | Otto Heidemann                                 | NSDAP   | April bis 10. Juli 1933                                |
| 3   | Robert Sagawe           | Zentrum | Mai 1921 bis Februar 1926         | Gregor Zerbe                                   | Zentrum | Mai 1921 bis Februar 1926                              |
| 3   | Anton Rick              | Zentrum | Februar 1926 bis 17. Februar 1928 | Johann Caspari                                 | SPD     | Februar 1926 bis 23. Februar 1928                      |
| 3   | Johann Caspari          | SPD     | 23. Februar 1928 bis Januar 1930  | Fritz Schwob                                   | Zentrum | 19. Juni 1928 bis 19. Juli 1929                        |
| 3   | Hans von Meibom         | AG      | Januar 1930 bis April 1933        | Werner Graf von der Schulenburg                | AG      | Januar 1930 bis April 1933                             |
| 3   | Georg Remer             | Zentrum | April bis 10. Juli 1933           | Ferdinand Steves                               | Zentrum | April bis 10. Juli 1933                                |

## Rheinprovinz
| Nr. | Abgeordneter                        | Partei  | Amtszeit                         | Vertreter                                                         | Partei                  | Amtszeit |
| --- | ----------------------------------- | ------- | -------------------------------- | ----------------------------------------------------------------- | ----------------------- | --- |
| 1   | Prof. Ludwig Kaas                   | Zentrum | Mai 1921 bis Januar 1930         | Johannes Schmitz                                                  | Zentrum                 | Mai 1921 bis Januar 1930                                                                                                  |
| 1   | Konrad Adenauer                     | Zentrum | Januar 1930 bis April 1933       | Albert Servais                                                    | Zentrum                 | Januar 1930 bis April 1933                                                                                                |
| 1   | Robert Ley                          | NSDAP   | April bis 10. Juli 1933          | Wilhelm Pelzer                                                    | NSDAP                   | April bis 10. Juli 1933                                                                                                   |
| 2   | Josef Pauly                         | Zentrum | Mai 1921 bis Januar 1930         | Felix Lensing Gustav Nahrhaft Benedict Heuser                     | Zentrum Zentrum Zentrum | Mai 1921 11. Januar 1924 † 27. März 1924 bis Februar 1926 Februar 1926 bis Januar 1930                                    |
| 2   | Paul Wesenfeld                      | AG      | Januar 1930 bis April 1933       | Carl von Stedmann                                                 | AG                      | Januar 1930 bis April 1933                                                                                                |
| 2   | Carl Overhues                       | NSDAP   | April bis 10. Juli 1933          | Wilhelm Loch                                                      | NSDAP                   | April bis 10. Juli 1933                                                                                                   |
| 3   | Konrad Adenauer                     | Zentrum | Mai 1921 bis Januar 1930         | Hugo Mönnig                                                       | Zentrum                 | Mai 1921 bis Januar 1930                                                                                                  |
| 3   | Heinrich Strunk                     | Zentrum | Januar 1930 bis April 1933       | Franz Rotthäuser                                                  | Zentrum                 | Januar 1930 bis April 1933                                                                                                |
| 3   | Graf Eberhard von Schwerin          | NSDAP   | April bis 10. Juli 1933          | Wilhelm Ebel                                                      | NSDAP                   | April bis 10. Juli 1933                                                                                                   |
| 4   | Louis Hagen                         | Zentrum | Mai 1921 bis Januar 1930         | Stefan Beissel                                                    | Zentrum                 | Mai 1921 bis Januar 1930                                                                                                  |
| 4   | Karl Jarres                         | AG      | Januar 1930 bis April 1933       | Karl Andres                                                       | AG                      | Januar 1930 bis April 1933                                                                                                |
| 4   | Ludwig Christ                       | NSDAP   | April bis 10. Juli 1933          | Albert Müller                                                     | NSDAP                   | April bis 10. Juli 1933                                                                                                   |
| 5   | Peter Klöckner                      | Zentrum | Mai 1921 bis Januar 1930         | (Ewald oder Jakob) Weber (Kray)                                   | Zentrum                 | Mai 1921 bis Januar 1930                                                                                                  |
| 5   | Josef Pauly                         | Zentrum | Januar 1930 bis April 1933       | Benedict Heuser                                                   | Zentrum                 | Januar 1930 bis April 1933                                                                                                |
| 5   | Heini Bangert                       | NSDAP   | April bis 10. Juli 1933          | Hans Goebbels                                                     | NSDAP                   | April bis 10. Juli 1933                                                                                                   |
| 6   | Heinrich Strunk                     | Zentrum | Mai 1921 bis Januar 1930         | (Ewald oder Jakob) Weber (Aachen) Ferdinand Brauer (Düsseldorf)   | Zentrum Zentrum         | Mai 1921 bis Februar 1926 Februar 1926 bis Januar 1930                                                                    |
| 6   | Otto Stein                          | WP      | Januar 1930 bis April 1933       | Jakob Witzler                                                     | AG                      | Januar 1930 bis April 1933                                                                                                |
| 6   | Arthur Kleinert                     | NSDAP   | April bis 10. Juli 1933          | Fritz Hamacher (Geldern)                                          | NSDAP                   | April bis 10. Juli 1933                                                                                                   |
| 7   | Ferdinand Brauer                    | Zentrum | Mai 1921 bis 27. Dezember 1921   | Wilhelm Elfes                                                     | Zentrum                 | Mai 1921 bis 18. Januar 1922                                                                                              |
| 7   | Wilhelm Elfes                       | Zentrum | 18. Januar 1922 bis Januar 1930  | Maria Schmitz (Ewald oder Jakob) Weber (Aachen)                   | Zentrum Zentrum         | 18. Januar 1922 bis Februar 1926 Februar 1926 bis Januar 1930                                                             |
| 7   | Hugo Mönnig                         | Zentrum | Januar 1930 bis April 1933       | Heinrich Huyskens                                                 | Zentrum                 | Januar 1930 bis April 1933                                                                                                |
| 7   | Karl Günther                        | NSDAP   | April bis 10. Juli 1933          | Paul Haupt                                                        | NSDAP                   | April bis 10. Juli 1933                                                                                                   |
| 8   | Karl Jarres                         | AG      | Mai 1921 bis Januar 1930         | Johannes Kaiser Karl Andres                                       | AG AG                   | Mai 1921 bis Februar 1926 Februar 1926 bis Januar 1930                                                                    |
| 8   | Peter Klöckner                      | Zentrum | Januar 1930 bis April 1933       | (Ewald oder Jakob) Weber (Essen)                                  | Zentrum                 | Januar 1930 bis April 1933                                                                                                |
| 8   | Ludwig Rickert                      | NSDAP   | April bis 10. Juli 1933          | Walter Moll                                                       | NSDAP                   | April bis 10. Juli 1933                                                                                                   |
| 9   | Paul Wesenfeld                      | AG      | Mai 1921 bis Januar 1930         | Jacob Haßlacher                                                   | AG                      | Mai 1921 bis Januar 1930                                                                                                  |
| 9   | Prof. Ludwig Kaas                   | Zentrum | Januar 1930 bis April 1933       | Georg Loenartz Wilhelm Boden Gerhard Weil                         | Zentrum Zentrum Zentrum | Januar 1930 bis 18. Januar 1931 11. März 1931 bis Mai 1932 30. Mai 1932 bis April 1933                                    |
| 9   | Wilhelm Hamacher                    | Zentrum | April bis 10. Juli 1933          | Hermann Dichgans                                                  | Zentrum                 | April bis 10. Juli 1933                                                                                                   |
| 10  | Gustav Krupp von Bohlen und Halbach | AG      | Mai 1921 bis April 1933          | Bernhard Falk Karl Andres Johannes Kaiser (Köln) Walther Hartmann | DDP AG AG               | Mai 1921 bis 7. Dezember 1924 21. Januar 1925 bis Februar 1926 Februar 1926 bis 5. Juni 1929 † Januar 1930 bis April 1933 |
| 10  | Georg Loenartz                      | Zentrum | April bis 10. Juli 1933          | Joseph Esch                                                       | Zentrum                 | April bis 10. Juli 1933                                                                                                   |
| 11  | Jean Meerfeld                       | SPD     | Mai 1921 bis April 1933          | Heinrich Schäfer Berthold Mehne                                   | SPD SPD                 | Mai 1921 bis 8. November 1924 † 9. Dezember 1924 bis Januar 1930                                                          |
| 11  | Wilhelm Elfes                       | Zentrum | Januar 1930 bis 10. Juli 1933    | Weber (Gladbach-Rheydt) Wilhelm Gröne                             | Zentrum Zentrum         | Januar 1930 bis April 1933 April 1933 bis 10. Juli 1933                                                                   |
| 12  | Karl Eberle                         | SPD     | Mai 1921 bis April 1933          | Ernst Dröner Cäsar Weyers Karl Zöllig                             | SPD SPD SPD             | Mai 1921 bis Februar 1926 Februar 1926 bis 9. Juni 1929 † Januar 1930 bis April 1933                                      |
| 12  | Heinrich Strunk                     | Zentrum | April 1933 bis 10. Juli 1933     | Nikolaus Jansen                                                   | Zentrum                 | April 1933 bis 10. Juli 1933                                                                                              |
| 13  | Peter Berten                        | USPD    | Mai 1921 bis 7. Dezember 1924    | Cäsar Weyers                                                      | USPD                    | Mai 1921 bis 21. Januar 1925                                                                                              |
| 13  | Cäsar Weyers                        | SPD     | 21. Januar 1925 bis Februar 1926 | Karl Thielemann                                                   | SPD                     | 21. Januar 1925 bis Februar 1926                                                                                          |
| 13  | Paul Bender                         | KPD     | Februar 1926 bis Januar 1930     | Fritz Schulte                                                     | KPD                     | Februar 1926 bis Januar 1930                                                                                              |
| 13  | Jean Meerfeld                       | SPD     | Januar 1930 bis April 1933       | Jakob Quadt                                                       | SPD                     | Januar 1930 bis April 1933                                                                                                |
| 13  | Augustinus Höfer                    | Zentrum | April bis 10. Juli 1933          | Wilhelm Müller (Scheurenhof)                                      | Zentrum                 | April bis 10. Juli 1933                                                                                                   |
| 14  | Karl Schlösser                      | KPD     | Mai 1921 bis Februar 1926        | Johann Melich Fritz Quabeck                                       | KPD KPD                 | Mai 1921 bis 6. Dezember 1922 † 16. Januar 1923 bis Februar 1926                                                          |
| 14  | Nikolaus Frisch                     | KPD     | Februar 1926 bis Januar 1930     | Michael Sommer                                                    | KPD                     | Februar 1926 bis Januar 1930                                                                                              |
| 14  | Paul Bender                         | KPD     | Januar 1930 bis April 1933       | Arnold Dunder                                                     | KPD                     | Januar 1930 bis April 1933                                                                                                |
| 15  | Max von Detten                      | AG      | Mai 1921 bis 19. Juni 1928       | Johann Adam Vaterrodt                                             | AG                      | Mai 1921 bis 19. Juni 1928                                                                                                |
| 15  | Johann Adam Vaterrodt               | AG      | 19. Juni 1928 bis Januar 1930    | Jakob Witzler                                                     | AG                      | 19. Juni 1928 bis Januar 1930                                                                                             |
| 15  | Nikolaus Frisch                     | KPD     | Januar 1930 bis April 1933       | Michael Sommer Georg Saur                                         | KPD KPD                 | Januar 1930 bis 9. Dezember 1930 9. Dezember 1930 bis April 1933                                                          |

## Provinz Sachsen
| Nr. | Abgeordneter                | Partei     | Amtszeit                             | Vertreter                                | Partei           | Amtszeit                                                                                         |
| --- | --------------------------- | ---------- | ------------------------------------ | ---------------------------------------- | ---------------- | ------------------------------------------------------------------------------------------------ |
| 1   | Freiherr Kurt von Wilmowsky | AG         | Mai 1921 bis 31. Dezember 1928       | Heinrich von Helldorff                   | AG               | Mai 1921 bis 22. Januar 1929                                                                     |
| 1   | Heinrich von Helldorff      | AG         | 22. Januar 1929 bis Januar 1930      | Georg Zehle                              | AG               | 22. Januar 1929 bis Januar 1930                                                                  |
| 1   | Louis Hähnsen               | SPD        | Januar 1930 bis April 1933           | Willy Plumbon                            | SPD              | Januar 1930 bis April 1933                                                                       |
| 1   | Axel Crewell                | NSDAP      | April bis 10. Juli 1933              | Hans Tießler                             | NSDAP            | April bis 10. Juli 1933                                                                          |
| 2   | Otto Gruson                 | AG         | Mai 1921 bis 3. Januar 1929 †        | Fick Wilhelm Carlsson Fritz Fritzschen   | AG AG AG         | Mai 1921 bis Februar 1926 Februar 1926 bis 16. Dezember 1927 24. Januar 1928 bis 22. Januar 1929 |
| 2   | Fritz Fritzschen            | AG         | 22. Januar 1929 bis Januar 1930      | k.N.                                     |                  |                                                                                                  |
| 2   | Willy Scholz                | SPD        | Januar 1930 bis April 1933           | Otto Baer                                | SPD              | Januar 1930 bis April 1933                                                                       |
| 2   | Richard Meyer               | NSDAP      | April bis 10. Juli 1933              | Fritz Drewes                             | NSDAP            | April bis 10. Juli 1933                                                                          |
| 3   | Gustav Trittel              | DDP        | Mai 1921 bis Februar 1926            | Bernhard Breitenstein                    | Zentrum          | Mai 1921 bis Februar 1926                                                                        |
| 3   | Richard Rive                | AG         | Februar 1926 bis Januar 1930         | Curt Sorgenfrey                          | AG               | Februar 1926 bis Januar 1930                                                                     |
| 3   | Georg Schilling             | Zentrum    | Januar 1930 bis April 1933           | Berta Hesse Martin Borchard Alfred Benda | SPD DDP/DStP SPD | Januar bis 2. April 1930 26. Mai 1930 bis 19. November 1931 3. Dezember 1931 bis April 1933      |
| 3   | Walter Tießler              | NSDAP      | April bis 10. Juli 1933              | Theodor Weise                            | NSDAP            | April bis 10. Juli 1933                                                                          |
| 4   | Otto Hörsing                | SPD        | Mai 1921 bis 12. Juli 1921           | Karl Bergemann                           | SPD              | Mai 1921 bis 11. Oktober 1921                                                                    |
| 4   | Karl Bergemann              | SPD        | 11. Oktober 1921 bis 25. Januar 1925 | Hermann Garbe                            | SPD              | 11. Oktober 1921 bis 25. Januar 1925                                                             |
| 4   | Hermann Garbe               | SPD        | 25. Januar 1925 bis April 1925       | Louis Hähnsen                            | SPD              | 21. Januar 1925 bis April 1925                                                                   |
| 4   | Louis Hähnsen               | SPD        | April 1925 bis Februar 1926          | k.N.                                     |                  |                                                                                                  |
| 4   | Hermann Beims               | SPD        | Februar 1926 bis Januar 1930         | Louis Hähnsen                            | SPD              | Februar 1926 bis Januar 1930                                                                     |
| 4   | Richard Rive                | AG         | Januar 1930 bis April 1933           | Albert Hildebrandt                       | AG               | Januar 1930 bis April 1933                                                                       |
| 4   | Albert Stange               | NSDAP      | April bis 10. Juli 1933              | Hermann Axmann                           | NSDAP            | April bis 10. Juli 1933                                                                          |
| 5   | Paul Hennig                 | USPD       | Mai 1921 bis 16. Januar 1923         | Willy Scholz                             | USPD             | Mai 1921 bis 16. Januar 1923                                                                     |
| 5   | Willy Scholz                | SPD        | 16. Januar 1923 bis Januar 1930      | Wilhelm Dieckmann Alfred Benda           | VSPD SPD         | 16. Januar 1923 bis Februar 1926 Februar 1926 bis Januar 1930                                    |
| 5   | Freiherr Tilo von Wilmowsky | AG         | Januar bis 29. Oktober 1930          | Fritz Fritzschen                         | AG               | Januar bis 29. Oktober 1930                                                                      |
| 5   | Fritz Fritzschen            | AG         | 29. Oktober 1930 bis April 1933      | Freiherr Georg von Erffa                 | AG               | Ende 1930 bis April 1933                                                                         |
| 5   | Paul Weber                  | SPD        | April bis 28. Juni 1933              | Ernst Reuter                             | SPD              | April bis 10. Juli 1933                                                                          |
| 6   | Wilhelm Osterburg           | KPD        | Mai 1921 bis 16. November 1921       | Emil Grabow                              | KPD              | Mai 1921 bis 3. November 1921                                                                    |
| 6   | Otto Förster                | KPD        | November 1921 bis Februar 1926       | Eugen Tominski                           | KPD              | 11. November 1921 bis Februar 1926                                                               |
| 6   | Gustav Trittel              | DDP        | Februar 1926 bis 21. Februar 1929 †  | Georg Schilling                          | Zentrum          | Februar 1926 bis 19. März 1929                                                                   |
| 6   | Georg Schilling             | Zentrum    | 19. März 1929 bis Januar 1930        | Otto Baer                                | SPD              | 22. März 1929 bis Januar 1930                                                                    |
| 6   | Karl Gutjahr                | KPD        | Januar 1930 bis April 1933           | Paul Steinmetz                           | KPD              | Januar 1930 bis April 1933                                                                       |
| 6   | Willy Scholz                | SPD        | April bis 10. Juli 1933              | Anna Schob                               | SPD              | April bis 10. Juli 1933                                                                          |
| 7   | Bernard Koenen              | KPD        | Februar 1926 bis Januar 1930         | Max Benkwitz                             | KPD              | Februar 1926 bis Januar 1930                                                                     |
| 7   | Georg Zehle                 | Kampffront | Januar 1930 bis April 1933           | Günther Gereke                           | AG               | Januar 1930 bis April 1933                                                                       |
| 7   | Max Winkelmann              | Kampffront | April bis 10. Juli 1933              | Fritz Fritzschen                         | Kampffront       | April bis 10. Juli 1933                                                                          |

## Provinz Schleswig-Holstein
| Nr. | Abgeordneter                       | Partei | Amtszeit                        | Vertreter                      | Partei     | Amtszeit                                                      |
| --- | ---------------------------------- | ------ | ------------------------------- | ------------------------------ | ---------- | ------------------------------------------------------------- |
| 1   | Hermann Bendix Todsen              | AG     | Mai 1921 bis Januar 1930        | Ludwig Ahlmann                 | AG         | Mai 1921 bis Januar 1930                                      |
| 1   | Max Brauer                         | SPD    | Januar 1930 bis April 1933      | Willi Verdieck                 | SPD        | Januar 1930 bis April 1933                                    |
| 1   | Otto Hamkens                       | NSDAP  | April bis 10. Juli 1933         | Oskar Kahle                    | NSDAP      | April bis 10. Juli 1933                                       |
| 2   | Graf Christian zu Rantzau-Rastorff | AG     | Mai 1921 bis Januar 1930        | Nicolai Reeder                 | AG         | Mai 1921 bis Januar 1930                                      |
| 2   | Wilhelm Struve                     | DDP    | Januar 1930 bis April 1933      | Richard Hansen                 | SPD        | Januar 1930 bis April 1933                                    |
| 2   | Claus Petersen                     | NSDAP  | April bis 10. Juli 1933         | Otto Hamkens                   | NSDAP      | April bis 10. Juli 1933                                       |
| 3   | Wilhelm Spiegel                    | SPD    | Mai 1921 bis 27. Dezember 1922  | Max Brauer                     | SPD        | Mai 1921 bis 18. Januar 1923                                  |
| 3   | Max Brauer                         | SPD    | 18. Januar 1923 bis Januar 1930 | Gustav Niendorf Willi Verdieck | VSPD SPD   | 16. Januar 1923 bis Februar 1926 Februar 1926 bis Januar 1930 |
| 3   | Graf Christian zu Rantzau-Rastorff | AG     | Januar 1930 bis April 1933      | Hermann Todsen                 | AG         | Januar 1930 bis April 1933                                    |
| 3   | Paul Schneider                     | NSDAP  | April bis 10. Juli 1933         | Graf Alexander von Kielmansegg | Kampffront | April bis 10. Juli 1933                                       |

## Provinz Westfalen
| Nr. | Abgeordneter              | Partei     | Amtszeit                               | Vertreter                                                                              | Partei           | Amtszeit |
| --- | ------------------------- | ---------- | -------------------------------------- | -------------------------------------------------------------------------------------- | ---------------- | --- |
| 01  | Franz Dieckmann           | Zentrum    | Mai 1921 bis Januar 1930               | Werner Reineke Freiherr Adolf von Oer                                                  | Zentrum Zentrum  | Mai 1921 bis Februar 1926 Februar 1926 bis Januar 1930                                                      |
| 01  | Freiherr Adolf von Oer    | Zentrum    | Januar 1930 bis April 1933             | August Heeke                                                                           | Zentrum          | Januar 1930 bis April 1933                                                                                  |
| 01  | Josef Wagner (Bochum)     | NSDAP      | April bis 10. Juli 1933                | Kurt Matthaei                                                                          | NSDAP            | April bis 10. Juli 1933                                                                                     |
| 02  | Anton Gilsing             | Zentrum    | Mai 1921 bis Januar 1930               | Jacob Isenrath Paul Schönkaes                                                          | Zentrum Zentrum  | Mai 1921 bis Februar 1926 Februar 1926 bis 14. Oktober 1926 †                                               |
| 02  | Heinrich Klasmeyer        | Zentrum    | Januar 1930 bis April 1933             | Helene Drießen                                                                         | Zentrum          | Dezember 1926 bis April 1933                                                                                |
| 02  | Albert Kost               | NSDAP      | April bis 10. Juli 1933                | Albert Schulze-Dernebockholt                                                           | Kampffront       | April bis 10. Juli 1933                                                                                     |
| 03  | Wilhelm Kaiser            | Zentrum    | Mai 1921 bis April 1933                | Helene Drießen Heinrich Klasmeyer Johannes Humann Freiherr Maximilian Raitz von Frentz | Zentrum Zentrum  | Mai 1921 bis Februar 1926 Februar 1926 bis Januar 1930 Januar 1930 bis Mai 1932 30. Mai 1932 bis April 1933 |
| 03  | Wilhelm Habbes            | NSDAP      | April bis 10. Juli 1933                | Gottfried Flach                                                                        | NSDAP            | April bis 10. Juli 1933                                                                                     |
| 04  | Freiherr Adolf von Oer    | Zentrum    | Mai 1921 bis Februar 1926              | Paul Schönkaes                                                                         | Zentrum          | Mai 1921 bis Februar 1926                                                                                   |
| 04  | Albert Vögler             | AG         | Februar 1926 bis 29. Oktober 1929      | Robert Haas (Weidenau)                                                                 | AG               | Februar 1926 bis Januar 1930                                                                                |
| 04  | Franz Dieckmann (Münster) | Zentrum    | Januar 1930 bis April 1933             | Franz Bartscher                                                                        | Zentrum          | Januar 1930 bis April 1933                                                                                  |
| 04  | Carl Egbert Böhmer        | NSDAP      | April bis 10. Juli 1933                | Ernst Kienker                                                                          | NSDAP            | April bis 10. Juli 1933                                                                                     |
| 05  | Wilhelm Beukenberg        | AG         | Mai 1921 bis 15. Juli 1923 †           | Eduard Windthorst                                                                      | AG               | Februar 1926 bis 26. Juli 1923                                                                              |
| 05  | Eduard Windthorst         | AG         | 26. Juli 1923 bis Februar 1926         | Friedrich Jütte                                                                        | AG               | 26. Juli 1923 bis Januar 1930                                                                               |
| 05  | Karl Schulze-Pelkum       | AG         | Februar 1926 bis Januar 1930           | k.N.                                                                                   |                  | |
| 05  | Karl Schreck              | SPD        | Januar 1930 bis April 1933             | Karl Hölkeskamp                                                                        | SPD              | Januar 1930 bis April 1933                                                                                  |
| 05  | Eduard Windthorst         | Kampffront | April bis 10. Juli 1933                | Otto Baumecker                                                                         | Kampffront/NSDAP | April bis 10. Juli 1933                                                                                     |
| 06  | Karl Schulze-Pelkum       | AG         | Mai 1921 bis Februar 1926              | Robert Haas (Weidenau)                                                                 | AG               | Mai 1921 bis Februar 1926                                                                                   |
| 06  | Eduard Windthorst         | AG         | Februar 1926 bis Januar 1930           | August Sültemeyer                                                                      | AG               | Februar 1926 bis Januar 1930                                                                                |
| 06  | Hans Schmidt              | SPD        | Januar 1930 bis 10. Juli 1933          | Reinhard Rauschenberg                                                                  | SPD              | Januar 1930 bis April 1933                                                                                  |
| 06  | Wilhelm Stockheck         | NSDAP      | April bis 10. Juli 1933                | Richard Meyer (Paderborn)                                                              | NSDAP            | April bis 10. Juli 1933                                                                                     |
| 07  | Ernst Mehlich             | SPD        | Mai 1921 bis 16. August 1926 †         | Karl Vorländer                                                                         | SPD              | Mai 1921 bis 5. Oktober 1926                                                                                |
| 07  | Karl Vorländer            | SPD        | 5. Oktober 1926 bis 7. Dezember 1928 † | Hugo Strathmann                                                                        | SPD              | 5. Oktober 1926 bis Januar 1929                                                                             |
| 07  | Hugo Strathmann           | SPD        | Januar 1929 bis Januar 1930            | Herman Schneider                                                                       | SPD              | Januar 1929 bis Januar 1930                                                                                 |
| 07  | Eduard Windthorst         | AG         | Januar 1930 bis April 1933             | Otto Hemberg                                                                           | AG               | Januar 1930 bis April 1933                                                                                  |
| 07  | Freiherr Adolf von Oer    | Zentrum    | April bis 10. Juli 1933                | Josef Brüning-Sudhoff                                                                  | Zentrum          | April bis 10. Juli 1933                                                                                     |
| 08  | Karl Schreck              | SPD        | Mai 1921 bis Januar 1930               | Carl Rawitzki Reinhard Rauschenberg                                                    | SPD SPD          | Mai 1921 bis Februar 1926 Februar 1926 bis Januar 1930                                                      |
| 08  | Karl Schulze-Pelkum       | AG         | Januar 1930 bis April 1933             | Robert Haas (Weidenau)                                                                 | AG               | Januar 1930 bis April 1933                                                                                  |
| 08  | Heinrich Klasmeyer        | Zentrum    | April bis 10. Juli 1933                | August Heeke                                                                           | Zentrum          | April bis 10. Juli 1933                                                                                     |
| 09  | Konrad Herbst             | KPD        | Mai 1921 bis 13. März 1922             | Friedrich Nölle                                                                        | KPD              | Mai 1921 bis 21. März 1922                                                                                  |
| 09  | Friedrich Nölle           | KPD        | 21. März 1922 bis Februar 1926         | Albert Aßmann                                                                          | KPD              | 25. April 1922 bis Februar 1926                                                                             |
| 09  | Heinz Pöppe               | KPD        | Februar 1926 bis Januar 1930           | Karl Lotz                                                                              | KPD              | Februar 1926 bis Januar 1930                                                                                |
| 09  | Carl Berkemeyer           | WP         | Januar 1930 bis April 1933             | Franz Luster-Haggeney                                                                  | AG               | Januar 1930 bis April 1933                                                                                  |
| 09  | Wilhelm Kaiser            | Zentrum    | April bis 10. Juli 1933                | Franz Bartscher                                                                        | Zentrum          | April bis 10. Juli 1933                                                                                     |
| 10  | Hans Schmidt              | SPD        | Mai 1921 bis Januar 1930               | Reinhold Wolter                                                                        | KPD              | Mai 1921 bis Januar 1930                                                                                    |
| 10  | Gustav Thorun             | KPD        | Januar 1930 bis April 1933             | Leo Herwig Alfred Görlich                                                              | KPD              | Januar 1930 bis 27. Oktober 1930 30. Oktober 1930 bis April 1933                                            |
| 10  | Karl Schreck              | SPD        | April bis 10. Juli 1933                | Hans Schmidt                                                                           | SPD              | April bis 10. Juli 1933                                                                                     |